# Kevin Chamberlin
Kevin Chamberlin (Baltimora, 25 novembre 1963) è un attore statunitense.

## Biografia
Nato a Baltimora ma cresciuto a Moorestow Township, nel New Jersey, si è laureato alla Rutgers University.
Nei primi anni come attore recitò come Babbo Natale presso i grandi magazzini Macy's. Uno dei suoi collaboratori fu David Sedaris, impiegato come un elfo. Chamberlin partecipò anche a numerosi musical a Broadway, venendo così candidato per il Tony Award.
Dal 2011 al 2015 ha recitato nella serie tv Jessie, nel ruolo del maggiordomo Bertram, e ha anche partecipato al film Teen Beach Movie nel ruolo del dottor Fusion.
Nel 2014 ha partecipato alla cover della canzone "Do You Want To Build A Snowman?" (Frozen)

## Filmografia parziale

### Cinema
- Die Hard - Duri a morire (Die Hard with a Vengeance), regia di John McTiernan (1995)
- In & Out, regia di Frank Oz (1997)
- Letters from a Killer, regia di David Carson (1998)
- Trick, regia di Jim Fall (1999)
- Era mio padre (Road to Perdition), regia di Sam Mendes (2002)
- Suspect Zero, regia di E. Elias Merhige (2004)
- Fuga dal Natale (Christmas with the Kranks), regia di Joe Roth (2004)
- Slevin - Patto criminale (Lucky Number Slevin), regia di Paul McGuigan (2006)
- La ragazza della porta accanto (The Girl Next Door), regia di Gregory Wilson (2007)
- Motel Woodstock (Taking Woodstock), regia di Ang Lee (2009)
- The Prom, regia di Ryan Murphy (2020)

### Televisione
- Law & Order - Unità vittime speciali (Law & Order: Special Victims Unit) - serie TV, episodio 3x06 (2001)
- Senza traccia (Without a Trace) - serie TV, 1 episodio (2003)
- Nip/Tuck - serie TV, 1 episodio (2003)
- La vita secondo Jim (According to Jim) - serie TV, 1 episodio (2003)
- Heroes - serie TV, 3 episodi (2007)
- Teen Beach Movie, regia di Jeffrey Hornaday – film TV (2013)
- Jessie - serie TV, 98 episodi (2011-2015)
- Modern Family - serie TV, 1 episodio (2015)
- Una serie di sfortunati eventi (A Series of Unfortunate Events) - serie TV, episodi 2x05-2x06 (2017)
- Outer Range -  serie TV, episodi 1x04, 1x06 (2022)
- La vera casa dei Loud (The Really Loud House) - serie TV, episodi 1×11-1×12 (2022)
- La vera spaventosa casa dei Loud (A Really Haunted Loud House), regia di Jonathan Judge (2023)

### Doppiaggio
- Wonder Park, regia di Dylan Brown (2019)
- Tappo - Cucciolo in un mare di guai (Trouble), regia di Kevin Johnson (2019)

## Doppiatori italiani
Nelle versioni in italiano delle opere in cui ha recitato, Kevin Chamberlin è stato doppiato da:
- Enzo Avolio in Slevin - Patto criminale[1], Grace and Frankie[2]
- Roberto Stocchi in Jessie[3], Teen Beach Movie[4]
- Riccardo Peroni in La vera casa dei Loud[5], La vera spaventosa casa dei Loud[6]
- Maurizio Mattioli in Die Hard - Duri a morire[7]
- Mino Caprio in Letters from a Killer[8]
- Manfredi Aliquò in Era mio padre[9]
- Vladimiro Conti in Suspect Zero[10]
- Francesco Orlando in Nip/Tuck[11]
- Sandro Iovino in Fuga dal Natale[12]
- Achille D'Aniello in CSI: NY
- Stefano Alessandroni in A Christmas Melody[13]
- Emidio La Vella in Una serie di sfortunati eventi[14]
- Angelo Nicotra in The Prom[15]
- Pietro Ubaldi in Outer Range[16]

Da doppiatore viene sostituito da:
- Roberto Stocchi in Wonder Park
- Carlo Reali in Tappo - Cucciolo in un mare di guai

## Teatro
- My Favorite Year
- Il trionfo dell'amore
- Abe Lincoln in Illinois
- Chicago (musical)
- Il Ritz
- Biondo sporco
- Seussical
- The Addams Family (2010)
- Dirty Blonde

## Riconoscimenti
- Tony Award
  - Nomination – come miglior attore in gioco – Dirty Blonde
  - Nomination – come miglior attore in un musical actor – Seussical
  - Nomination – come miglior protagonista in un musical – La famiglia Addams